# Павлущенко Марія Леонтіївна
Марія Леонтіївна Павлущенко (до шлюбу Чорноіван, нар.4 листопада 1892, Андріївка — пом. 28 травня 1974, Новомиргород) — українська педагог.

## Життєпис
Народилась 4 листопада 1892 року в сім'ї андріївського селянина Чорноівана Леонтія (охрещений як Лев) Івановича (нар.20 лютого 1859, Андріївка — пом.?), батько був гарний господар і відомий пасічник. Мати — Тетяна Андріївна (до шлюбу Тамко) (нар.7 січня 1868, Андріївка — пом.?). Мала брата Кіндрата (нар.10 березня 1900, Андріївка — пом.1958), сестру Домну (нар.24 лютого 1904, Андріївка — пом.21 грудня 1982, Новомиргород, одружена з Юхимом Івановичем Тамко (нар.1 квітня 1900, Андріївка — пом.?) та брата Івана (нар.31 липня 1907, Андріївка — пом.7 жовтня 1942, 1941 року призваний до лав Червоної армії і пропав безвісно).
Закінчила Новомиргородське педагогічне училище.
Одружилася з Павлущенком Леонідом Макійовичем (за метрикою про шлюб — Мойсейович) (нар.1891 — пом.4 липня 1957, Новомиргород). Народила сина Леоніда (1920 — пом.?). 
4 липня 1957 року поховала чоловіка на Виноградівському кладовищі Новомиргорода і доживала віку в будинку № 12 по вулиці Салганна. Померла 28 травня 1974 року і похована поруч з могилою чоловіка.

## Педагогічна діяльність
Почала діяльність 1 вересня 1912 року в Лелеківській ШВМ і викладала предмет Математика до 1917 року.
В 1917-1918 навчальному році вчителька Лозуватської початкової школи.
Влітку 1918 року повертається у батьківський край в Андріївку і вчителює тут, а з 1920 року в Новомиргородському районі.
В 1926-1930 навчальних роках вчителює в Знам'янському районі.
На Новий 1930 рік переїздить у Глодоси (тепер Новоукраїнського району) і викладає математику в середній, а з 1934 року по 1941 рік в семирічній школі. Вийшовши в 1944 році на пенсію, продовжує по 1949 рік викладати математику в середній школі, а потім вчителює там само в молодших класах.

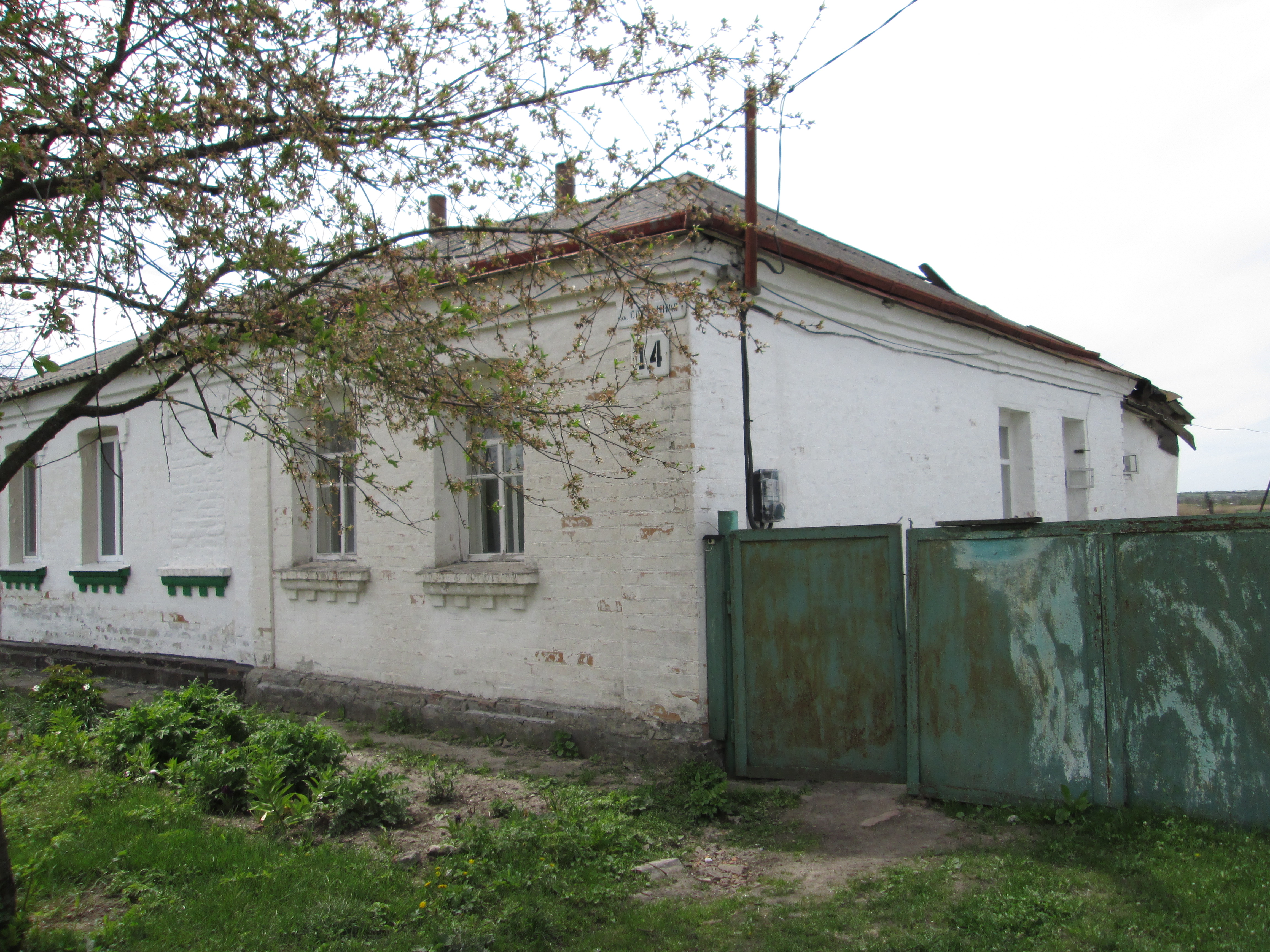
Будинок Марія Павлущенко

Влітку 1949 року з родиною переїздить до Новомиргорода на вулицю Салганну, 12. Тут теж, незважаючи на пенсійний вік, з вересня 1953 року по жовтень 1954 року працює в Новомиргородській середній школі лаборанткою та вчителькою молодших класів.

## Нагороди
- Орден Леніна

## Пам'ять
- На честь вчительської родини Павлущенків у лютому 2016 року названо провулок в Новомиргороді (колишній пров. Воровського).